# Sapho (Bourdelle)

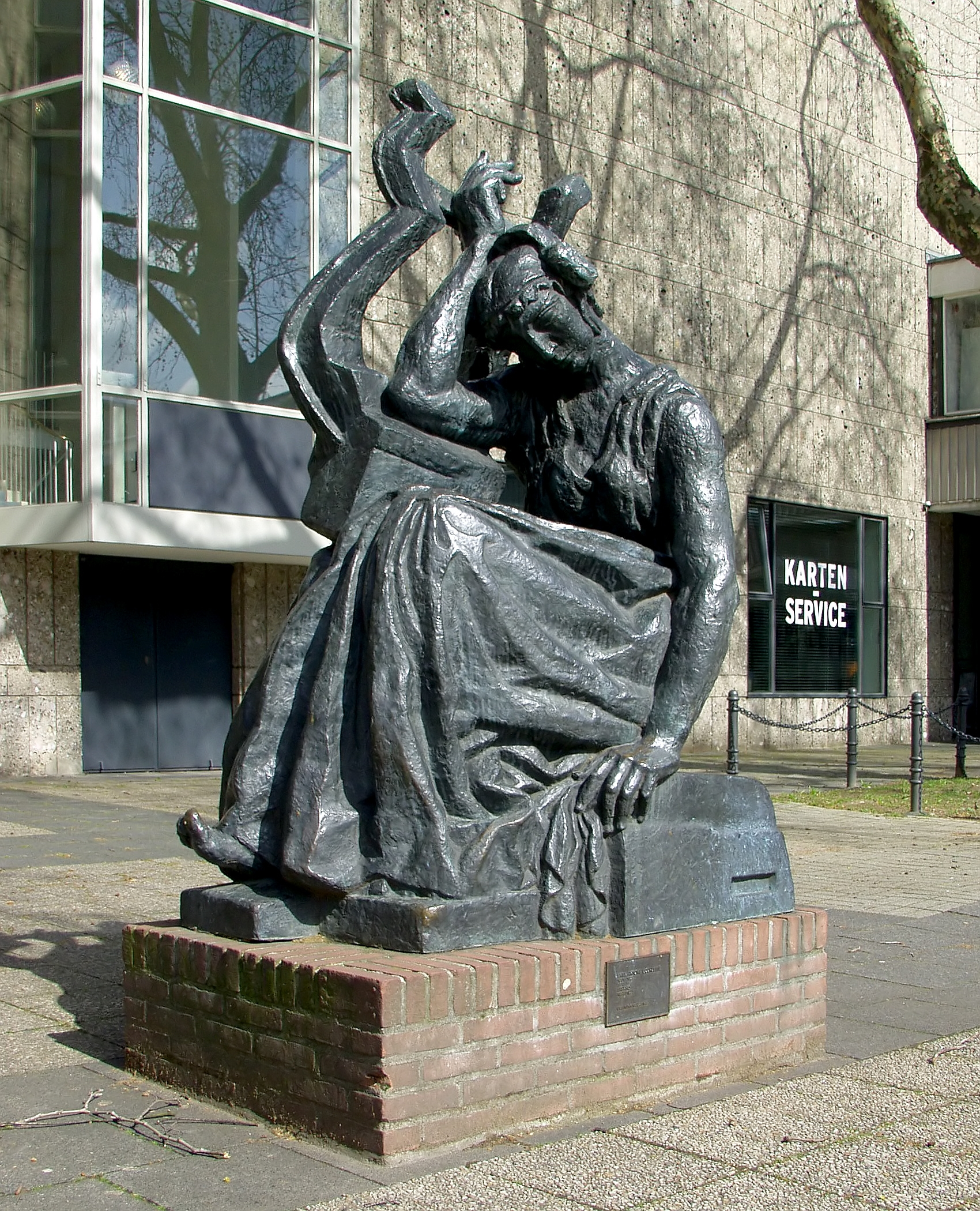
Sappho (Keulen)

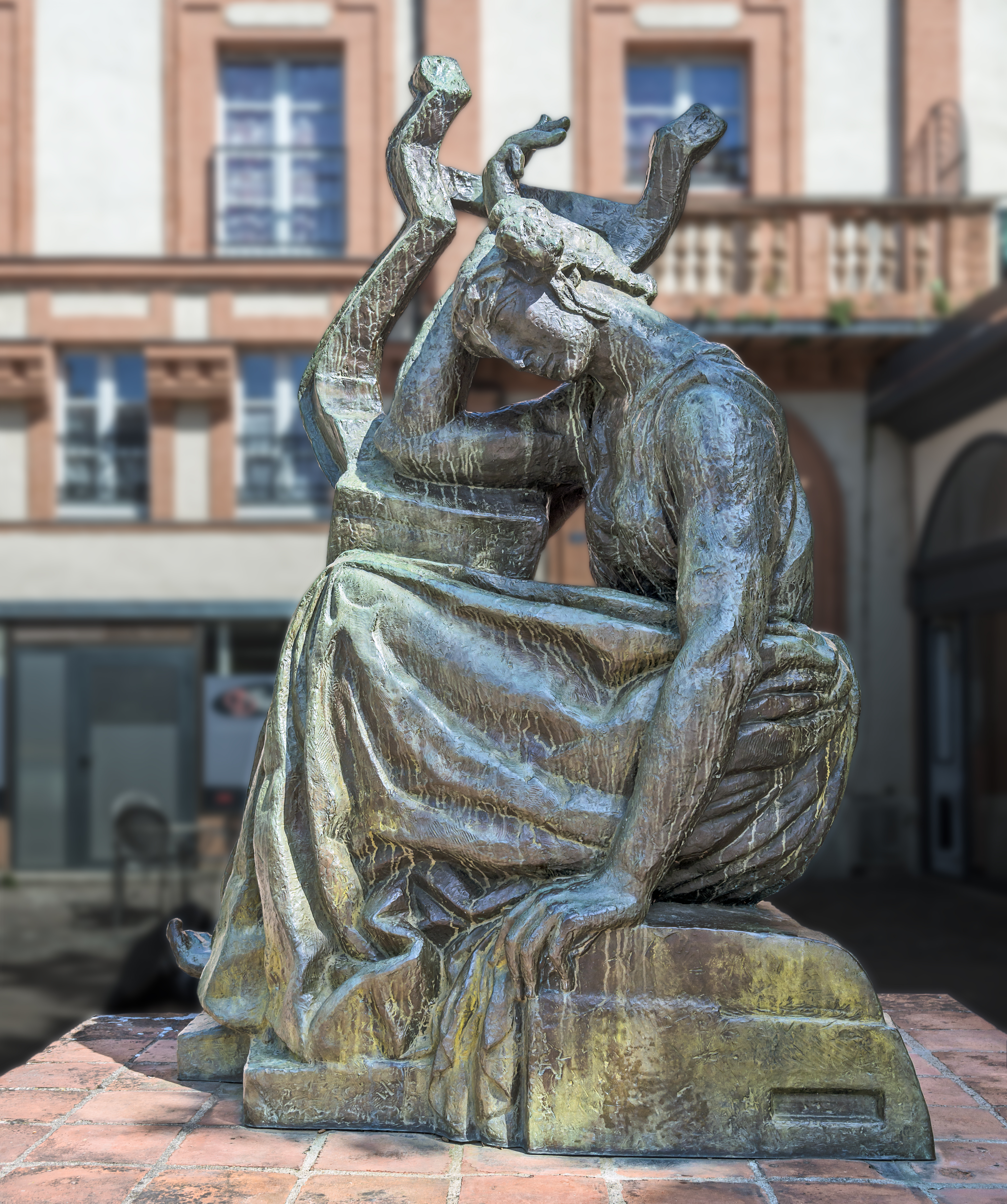
Sapho (Montauban)

Sapho is een beeldhouwwerk uit 1925 van de Franse beeldhouwer Émile-Antoine Bourdelle (1861-1929).

## Beschrijving
Het beeld stelt de Griekse dichteres Sappho met een lier voor. Bourdelle had interesse in de klassieke oudheid en maakte verschillende beelden naar onderwerpen uit die periode, zoals ook zijn Pénélope.
Bourdelle begon al aan het beeld in 1887 maar maakte het pas af in 1925. Intussen maakte hij zich los van de invloed van zijn leermeesters, waaronder Auguste Rodin. Het beeld wordt gekenmerkt door zijn ruwe oppervlak en zijn vereenvoudigde, geometrische vormen. Het beeld heeft een hoogte van 220 cm al bestaat er ook een kleine versie. Op de basis bracht Bourdelle zijn monogram aan: een A gekruist met een liggende B.

## Afgietsels
Verschillende afgietsels van het beeld zijn tentoongesteld:
- Musée Bourdelle (Parijs)
- Hogelandse Park (Utrecht)[3]
- Montauban, voor het Theater Olympe-de-Gouges
- Kleiner Offenbachplatz (Keulen)
- The Cleveland Museum of Art
- Kagoshima City Museum